# Opius chapmani
Opius chapmani är en stekelart som beskrevs av Fischer 1964. Opius chapmani ingår i släktet Opius och familjen bracksteklar. Inga underarter finns listade i Catalogue of Life.